# 大隅線
大隅線（おおすみせん）は、かつて鹿児島県曽於郡志布志町（現・志布志市）の志布志駅から同県国分市（現・霧島市）の国分駅までを結んでいた、日本国有鉄道（国鉄）の鉄道路線（地方交通線）である。国鉄再建法の施行により1984年（昭和59年）6月に第2次特定地方交通線に指定され、1987年（昭和62年）3月14日に全線廃止となった。

## 概要
当時の国分市と、大隅半島の主要都市である垂水市、鹿屋市、志布志市を結ぶ路線であった。
廃止後は、大隅半島の大部分が鉄道空白地帯となり、現在は鹿児島市を擁する薩摩半島への鉄道でのアクセスが悪い状況にある。

## 路線データ（廃止時）
- 管轄（事業種別）：日本国有鉄道
- 区間（営業キロ）：志布志 - 鹿屋 - 国分98.3km
- 軌間：1067mm
- 駅数：33（起終点駅含む）
- 複線区間：なし（全線単線）
- 電化区間：なし（全線非電化）
- 閉塞方式
  - 志布志駅 - 古江駅：タブレット閉塞式
  - 古江駅 - 国分駅：自動閉塞式（特殊）

## 運行形態
志布志に向かうに従い本数が多くなり、県庁所在地の鹿児島方面への列車は少なかった。これは、開通の遅れた古江 - 国分間では、既に自動車を中心にした交通が確立しており、また垂水からフェリーで行くルートの方が近道であったからといわれている。廃止直前時点の運行形態は以下の通り。
- 快速
  - 志布志 - 国分 「大隅」上下1往復（朝:下り、夜:上り、下りの志布志 - 鹿屋間は普通列車）、国分より西鹿児島駅まで乗り入れ
  - 志布志 - 鹿屋 「佐多」上下1往復、志布志より宮崎駅まで乗り入れ
    - いずれも急行からの格下げ。
- 普通
  - 志布志 - 鹿屋 上り10本、下り9本
  - 鹿屋 - 古江 上下7往復
  - 古江 - 垂水 上り6本、下り7本
  - 垂水 - 国分 上下5往復
  - （以下詳細）
    - 志布志 - 国分間 下り4本、上り3本
    - 志布志 - 鹿屋間 下り昼1本、上り4本
    - 志布志 - 古江間 下り夜1本、上り朝1本
    - 志布志 - 垂水間 下り朝夜各1本、上り昼1本
    - 垂水 → 国分 朝1本
    - 国分 → 大隅境 夜1本
    - 大隅境 → 志布志 朝1本

## 歴史
大隅線の歴史は、1915年（大正4年）に軌間762mmの南隅軽便鉄道（なんぐうけいべんてつどう）が高須 - 高山間を開業したのに始まる。同鉄道は、翌年に社名を大隅鉄道（おおすみてつどう）に改め、1923年（大正12年）までに古江 - 串良間が全通した。
その後、改正鉄道敷設法別表第126号に規定する予定線にあげられた。1935年（昭和10年）に大隅鉄道は買収・国有化されて国有鉄道古江線（ふるえせん）となったが、軌間は762mmのままであった。また、同年には国有鉄道が建設した古江東線が志布志から東串良まで軌間1,067mmで開業し、古江線は古江西線に改称された。古江東線は翌年には古江西線の串良駅に乗り入れた。古江西線は、買収後直ちに改軌工事に着手され、1938年（昭和13年）に古江西線の改軌が完成するまでの間の串良駅は、異種軌間が併存する接続駅となった。同年の改軌工事完成に伴い、スイッチバック構造であった鹿屋駅は、移転と同時に直通可能な配線に改良され、停留場のいくつかが廃止、志布志 - 古江間が古江線と改称された。
以降の延長は戦後となり、1961年（昭和36年）に海潟まで開通、1972年（昭和47年）に国分まで開業し全通。同時に線名を大隅線に改めた。前述の通り鹿屋近辺では自動車交通が、垂水では南海郵船が既に発達している影響で列車本数が少なく、全通前の1968年（昭和43年）9月に赤字83線のひとつに挙げられた。利用も開通当初から低迷し第2次特定地方交通線の基準を上回ることができなかった。1984年（昭和59年）に廃止承認後、1987年（昭和62年）3月14日に全線廃止となりバス路線へ転換された。なお、1972年（昭和47年）における延長区間は「バス転換された特定地方交通線」として全国でも最後の開業となった。
大隅線廃止後は国鉄バス（後のJR九州バス）が代替線を運行するという異例の措置がとられたが、後に鹿児島交通（後に大隅交通ネットワークへ移管）に引き継がれた。2006年（平成18年）になって、鹿児島交通グループが採算性が合わないことを理由に大隅地方におけるバス運行の撤退を表明したため、関係自治体と県を交えた協議会が開催されることになった。

### 南隅軽便鉄道→大隅鉄道→古江線→古江西線
- 1915年（大正4年）7月11日 南隅軽便鉄道が高須 - 鹿屋を開業[1]、高須・鹿屋の各駅および野里・田崎の各停留場を新設。
- 1916年（大正5年）5月30日 南隅軽便鉄道が大隅鉄道に社名を変更。
- 1920年（大正9年）12月23日 鹿屋 - 高山間を延伸開業。川西・永野田・姶良・高山の各駅、下田崎・論地の各停留場を新設。
- 1921年（大正10年）8月11日 高山 - 串良間を延伸開業。下小原・串良の各駅を新設。
- 1923年（大正12年）12月19日 古江 - 高須間を延伸開業。古江・荒平の各駅、船間停留場を新設。
- 1927年（昭和2年）2月 滝ノ観音停留場を新設。
- 1933年（昭和8年）6月15日 金浜停留場を新設。
- 1935年（昭和10年）
  - 6月1日 大隅鉄道を買収し国有化[1]。古江 - 串良間 (31.5km) を古江線とする[1]。高須駅を大隅高須駅に、野里駅を大隅野里駅に、川西駅を大隅川西駅に、高山駅を大隅高山駅に改称。
  - 10月28日 古江線を古江西線に改称。

### 古江東線
- 1935年（昭和10年）10月28日 志布志 - 東串良間 (16.2km) を古江東線として開業。菱田・大隅大崎・東串良の各駅を新設。
- 1936年（昭和11年）10月23日 東串良 - 串良間 (0.6km) を延伸開業し、古江西線串良駅に乗入れ。
- 1936年度（昭和11年）志布志-串良間にキハニ5000（志布志機関区、5両）を運行[4]
- 1937年（昭和12年）4月19日 三文字駅を新設。

### 古江線→大隅線
- 1938年（昭和13年）
  - 10月10日 古江 - 串良間 (31.0km) の改軌完成。古江東線と古江西線を合わせて古江線と改称。下田崎駅、田崎駅、滝ノ観音駅、金浜駅、船間駅を廃止。鹿屋駅移転（線路付け替えにより-0.5km）。
  - 10月15日 台風接近による風水害（肝属地方風水害）により複数個所で不通。大崎町木入道（三文字 - 東串良間）は同日中に復旧したが[5]、大隅高山 - 大隅野里間は復旧までに3か月程度を要するとされた[6]。志布志駅前には「志布志線古江線大水害復旧記念碑」が同年12月に建立されている[7]。
- 1952年（昭和27年）1月1日 姶良駅を吾平駅に改称。
- 1955年（昭和30年）2月1日 気動車列車の運行開始[8]。
- 1961年（昭和36年）4月13日 古江 - 海潟間 (17.0km) を延伸開業（旅客営業のみ）[2]。新城・諏訪・柊原・浜平・垂水・海潟の各駅を新設。
- 1972年（昭和47年）
  - 1月1日 鹿屋 - 古江間 (15.8km) の貨物営業を廃止。
  - 9月9日 海潟温泉 - 国分間 (33.5km) を延伸開業（旅客営業のみ）し、全通[1]。古江線を大隅線と改称[1]。大隅麓・大隅辺田・大隅二川・大隅境・大廻・大隅福山・敷根・銅田・金剛寺の各駅を新設。海潟駅を移転し、海潟温泉駅に改称（改キロなし）。
- 1982年（昭和57年）11月15日 志布志 - 鹿屋間 (32.0km) の貨物営業を廃止[9]。
- 1984年（昭和59年）6月22日 第2次特定地方交通線として廃止承認。
- 1987年（昭和62年）3月14日 全線 (98.3km) を廃止し、バス路線へ転換[1]。

## 駅一覧
接続路線の事業者名・駅の所在地は大隅線廃止時点のもの。全駅が鹿児島県内に所在。
- 停車駅
  - 快速（快速運転区間のみ表示）…●：停車、▲：「大隅」上り列車のみ停車
  - 普通列車は全列車全駅停車。

| 駅名       | 駅間キロ | 営業キロ | 快速 | 接続路線                                            | 所在地        | 所在地        |
| ---------- | -------- | -------- | ---- | --------------------------------------------------- | ------------- | ------------- |
| 志布志駅   | -        | 0.0      | ●    | 日本国有鉄道：日南線・志布志線（1987年3月28日廃止） | 曽於郡        | 志布志町      |
| 菱田駅     | 5.5      | 5.5      | ｜   |                                                     | 曽於郡        | 有明町        |
| 大隅大崎駅 | 4.0      | 9.5      | ▲    |                                                     | 曽於郡        | 大崎町        |
| 三文字駅   | 1.0      | 10.5     | ｜   |                                                     | 曽於郡        | 大崎町        |
| 東串良駅   | 5.7      | 16.2     | ●    |                                                     | 肝属郡        | 東串良町      |
| 串良駅     | 0.6      | 16.8     | ｜   |                                                     | 肝属郡        | 串良町        |
| 下小原駅   | 2.2      | 19.0     | ｜   |                                                     | 肝属郡        | 串良町        |
| 大隅高山駅 | 2.5      | 21.5     | ●    |                                                     | 肝属郡        | 高山町        |
| 論地駅     | 2.4      | 23.9     | ｜   |                                                     | 肝属郡        | 高山町        |
| 吾平駅     | 1.8      | 25.7     | ▲    |                                                     | 肝属郡        | 吾平町        |
| 永野田駅   | 1.5      | 27.2     | ｜   |                                                     | 鹿屋市        | 鹿屋市        |
| 大隅川西駅 | 1.8      | 29.0     | ｜   |                                                     | 鹿屋市        | 鹿屋市        |
| 鹿屋駅     | 3.0      | 32.0     | ●    |                                                     | 鹿屋市        | 鹿屋市        |
| 大隅野里駅 | 5.1      | 37.1     | ｜   |                                                     | 鹿屋市        | 鹿屋市        |
| 大隅高須駅 | 3.9      | 41.0     | ●    |                                                     | 鹿屋市        | 鹿屋市        |
| 荒平駅     | 3.9      | 44.9     | ｜   |                                                     | 鹿屋市        | 鹿屋市        |
| 古江駅     | 2.9      | 47.8     | ●    |                                                     | 鹿屋市        | 鹿屋市        |
| 新城駅     | 4.0      | 51.8     | ｜   |                                                     | 垂水市        | 垂水市        |
| 諏訪駅     | 1.5      | 53.3     | ｜   |                                                     | 垂水市        | 垂水市        |
| 柊原駅     | 3.1      | 56.4     | ｜   |                                                     | 垂水市        | 垂水市        |
| 浜平駅     | 2.7      | 59.1     | ｜   |                                                     | 垂水市        | 垂水市        |
| 垂水駅     | 2.5      | 61.6     | ●    |                                                     | 垂水市        | 垂水市        |
| 海潟温泉駅 | 3.2      | 64.8     | ●    |                                                     | 垂水市        | 垂水市        |
| 大隅麓駅   | 4.9      | 69.7     | ｜   |                                                     | 垂水市        | 垂水市        |
| 大隅辺田駅 | 2.8      | 72.5     | ｜   |                                                     | 垂水市        | 垂水市        |
| 大隅二川駅 | 3.2      | 75.7     | ｜   |                                                     | 垂水市        | 垂水市        |
| 大隅境駅   | 3.6      | 79.3     | ●    |                                                     | 垂水市        | 垂水市        |
| 大廻駅     | 6.2      | 85.5     | ｜   |                                                     | 姶良郡 福山町 | 姶良郡 福山町 |
| 大隅福山駅 | 3.1      | 88.6     | ●    |                                                     | 姶良郡 福山町 | 姶良郡 福山町 |
| 敷根駅     | 3.3      | 91.9     | ｜   |                                                     | 国分市        | 国分市        |
| 銅田駅     | 2.5      | 94.4     | ｜   |                                                     | 国分市        | 国分市        |
| 金剛寺駅   | 1.9      | 96.3     | ｜   |                                                     | 国分市        | 国分市        |
| 国分駅     | 2.0      | 98.3     | ●    | 日本国有鉄道：日豊本線                              | 国分市        | 国分市        |

## 現状
線路跡はほとんどのところで道路化されたり遊歩道、農道になっていて、数ある廃線跡の中では比較的訪ねやすい。道路化された部分でも距離標や勾配標などがそのままになっている箇所も多い。トンネルの一部、橋梁の一部、論地 - 吾平間の一部（圃場整備によって田圃になっている）、大隅高須 - 古江間のフィットネスパース未完成部分などをのぞいて、全線に渡ってほぼたどることができる。大隅高須駅の鹿屋方にあるトンネル、古江駅南方のトンネル、大隅麓駅の国分方で垂水市牛根地区の「道の駅たるみず」北方付近のトンネルについては、フィットネスパースやサイクリングロードの一部として整備され利用されている。
国道220号線の鹿屋市古江地区から霧島市福山地区にかけての沿道の山手側に、山裾のやや高い位置に路盤や橋梁･トンネルが断続的に続いているのを見ることができる。

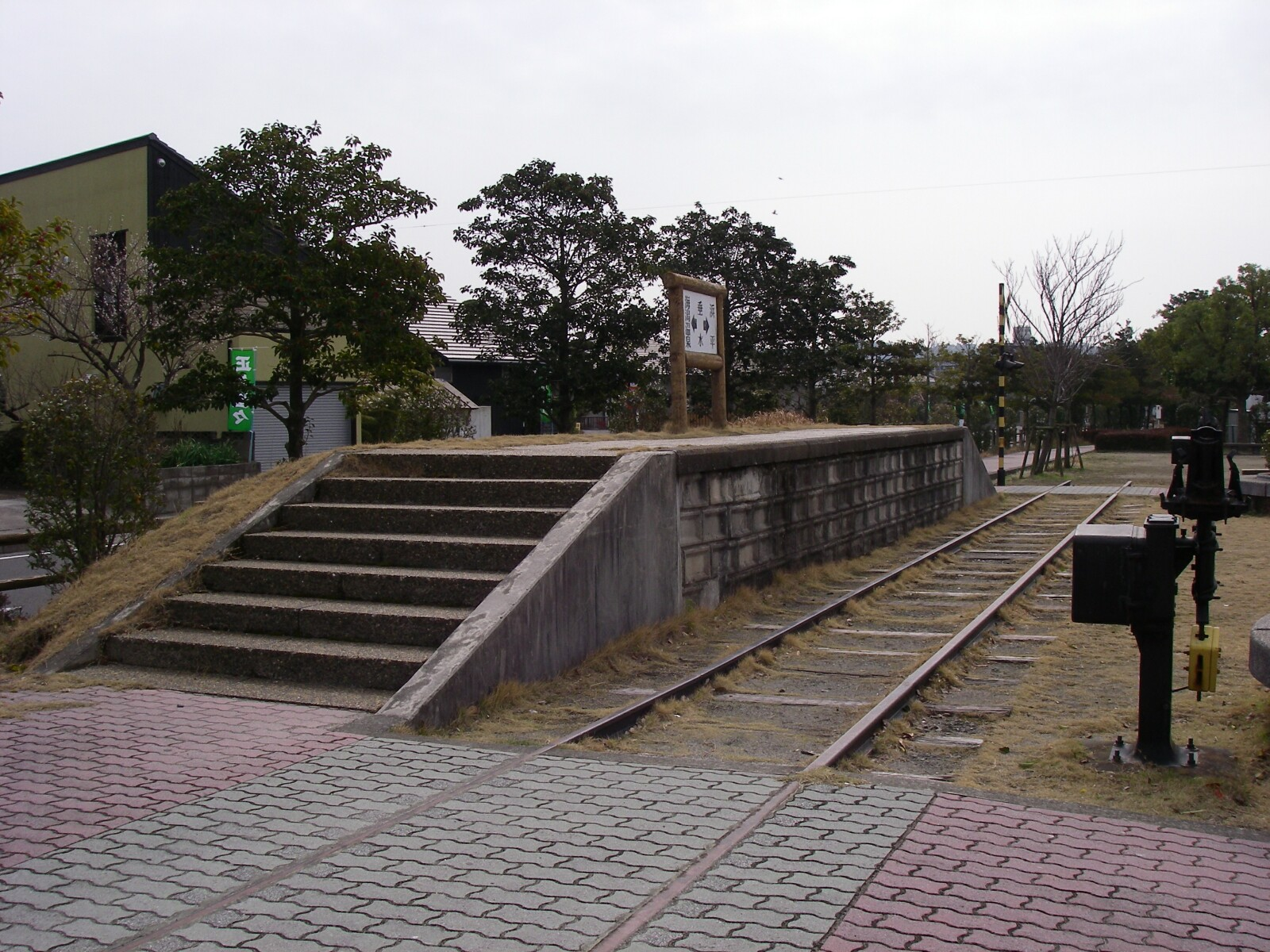
垂水鉄道記念公園
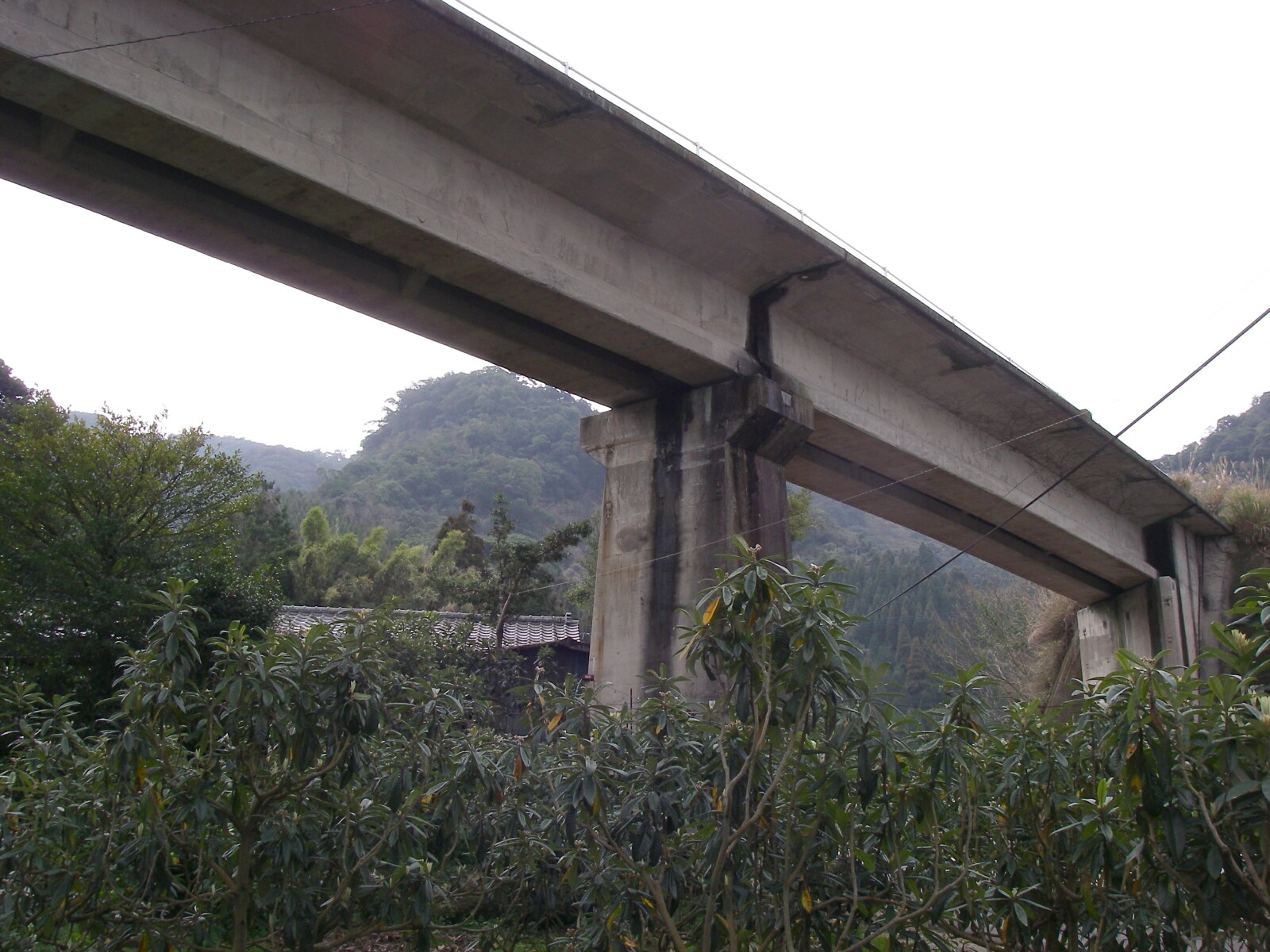
高架橋
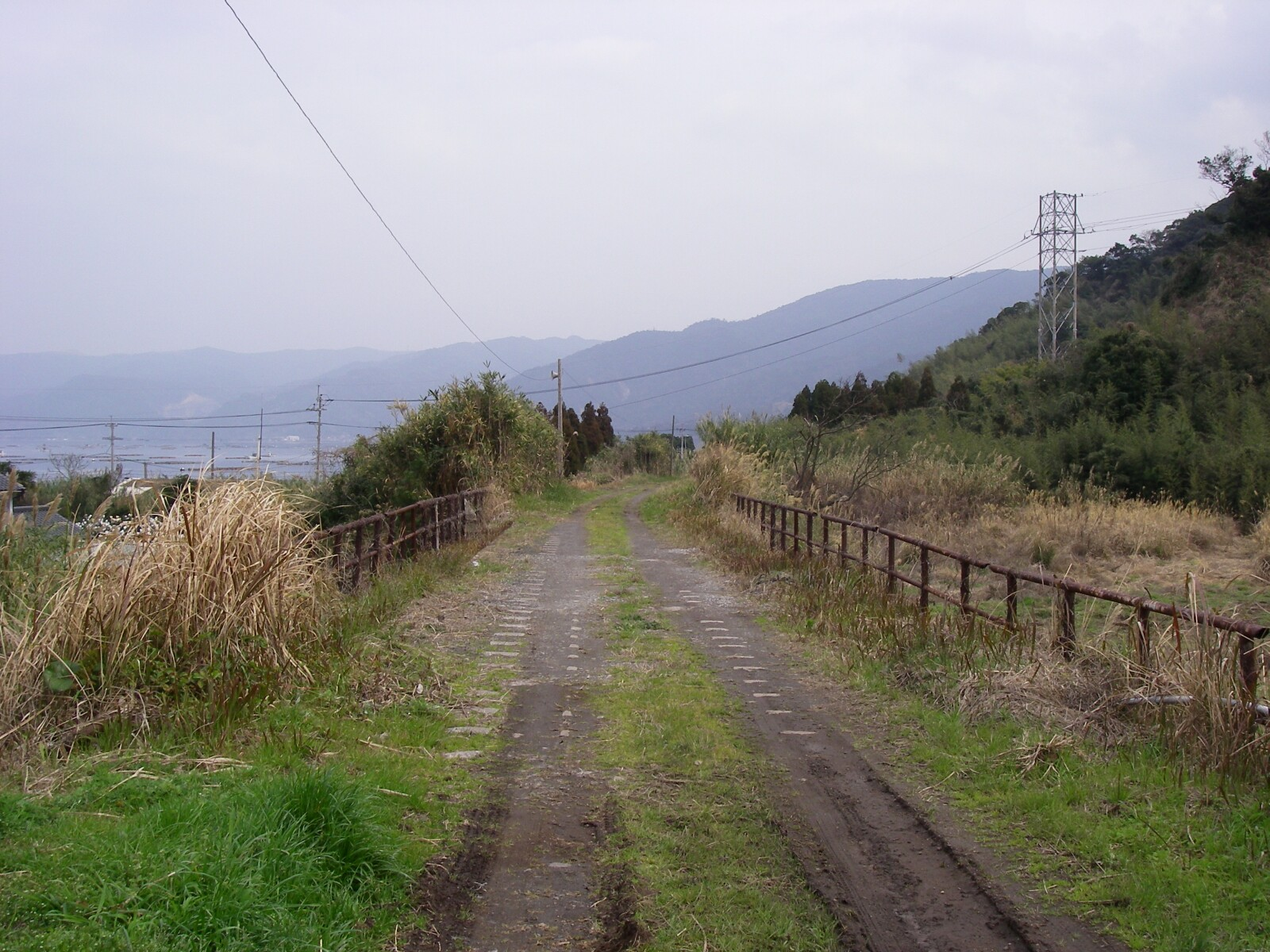
軌道敷内
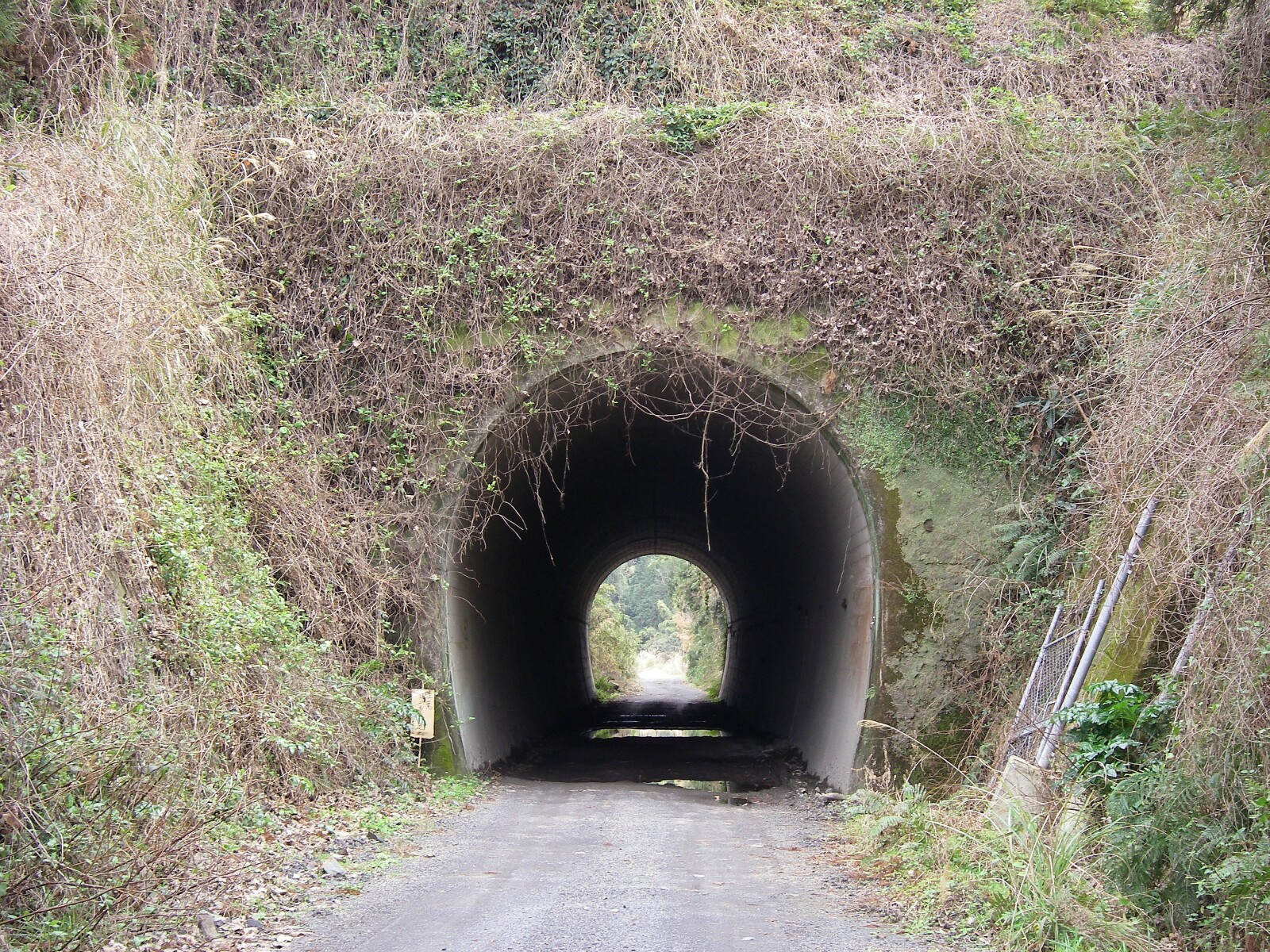
トンネル前
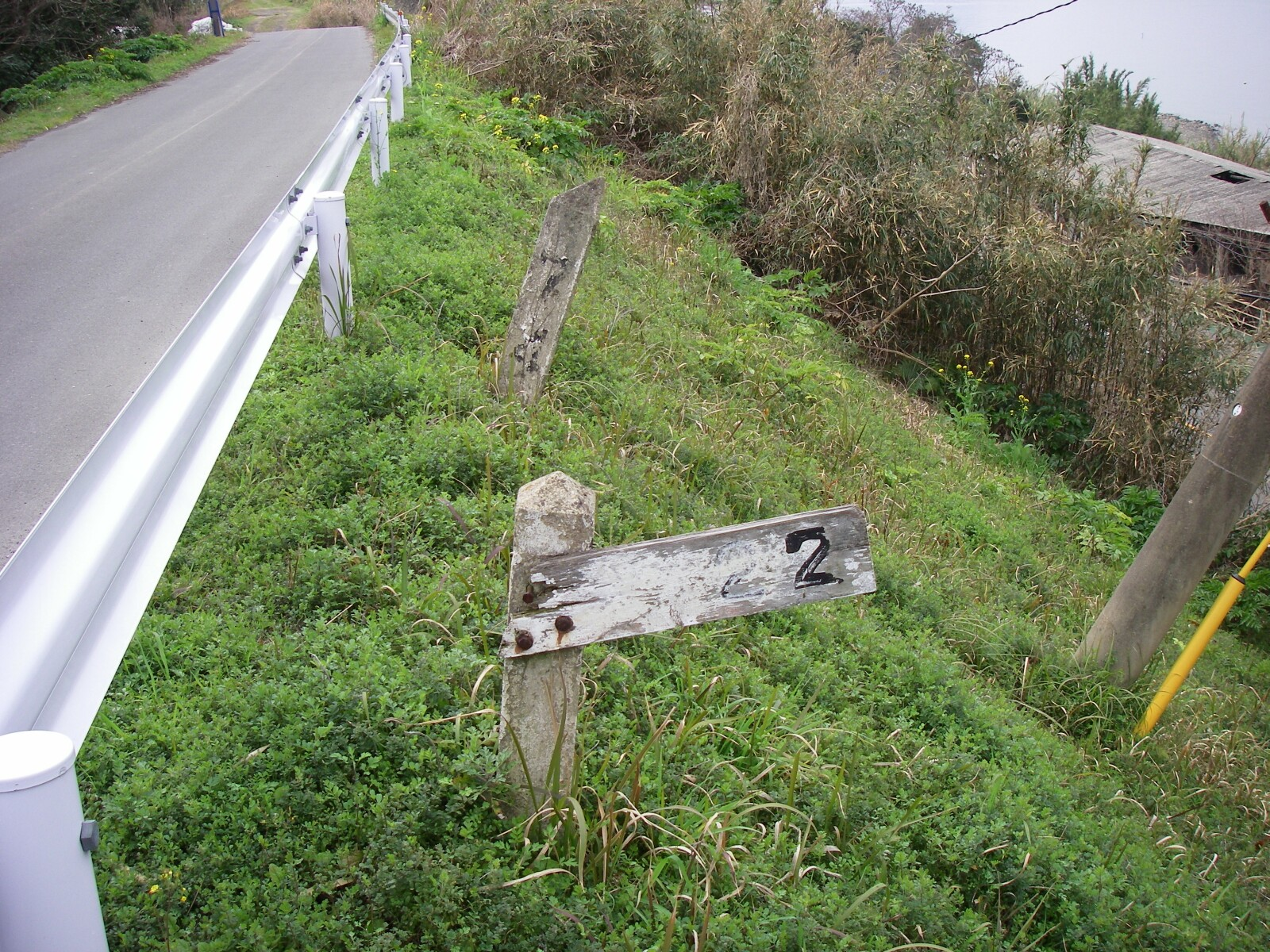
勾配標
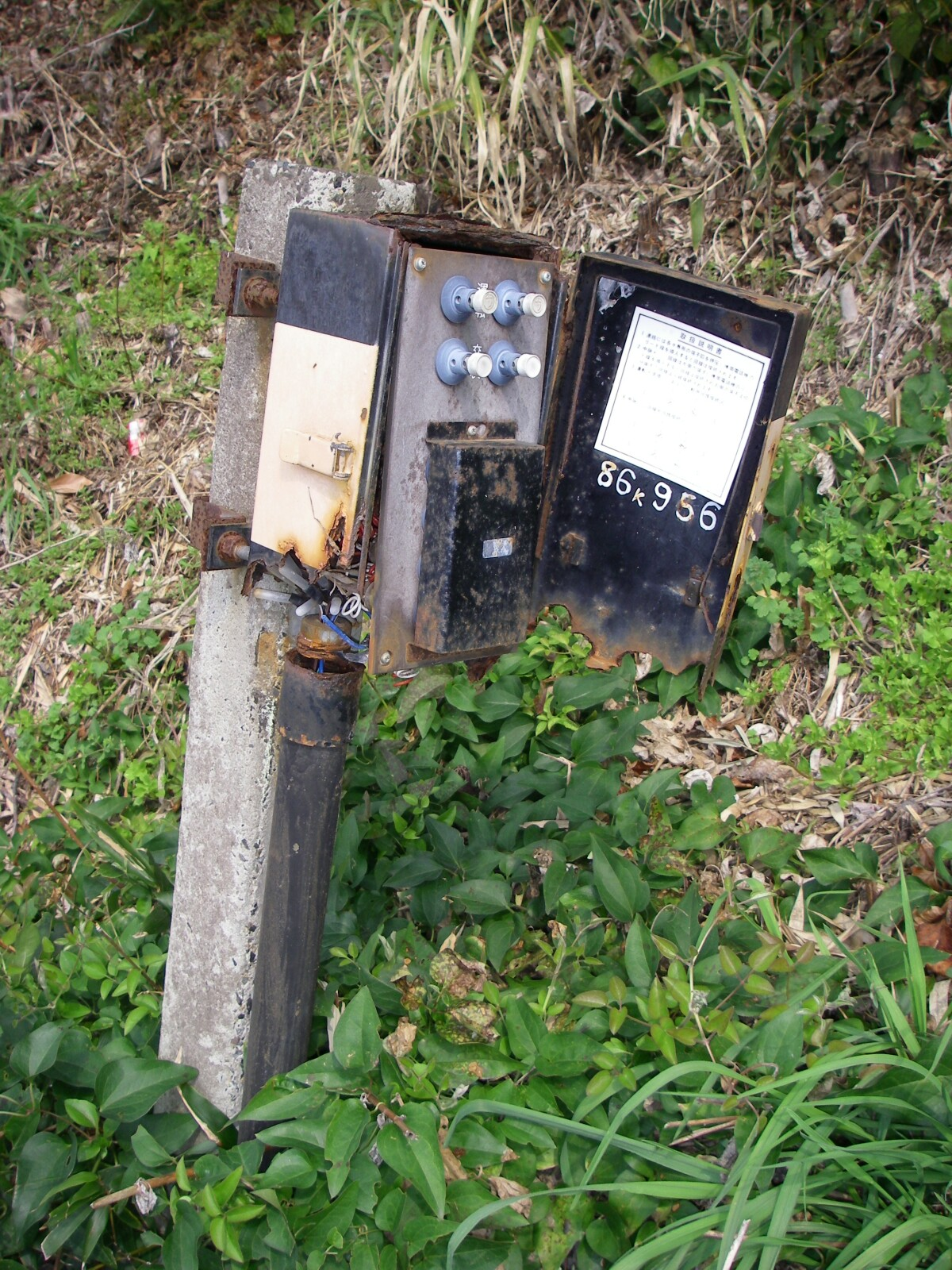
沿線電話機
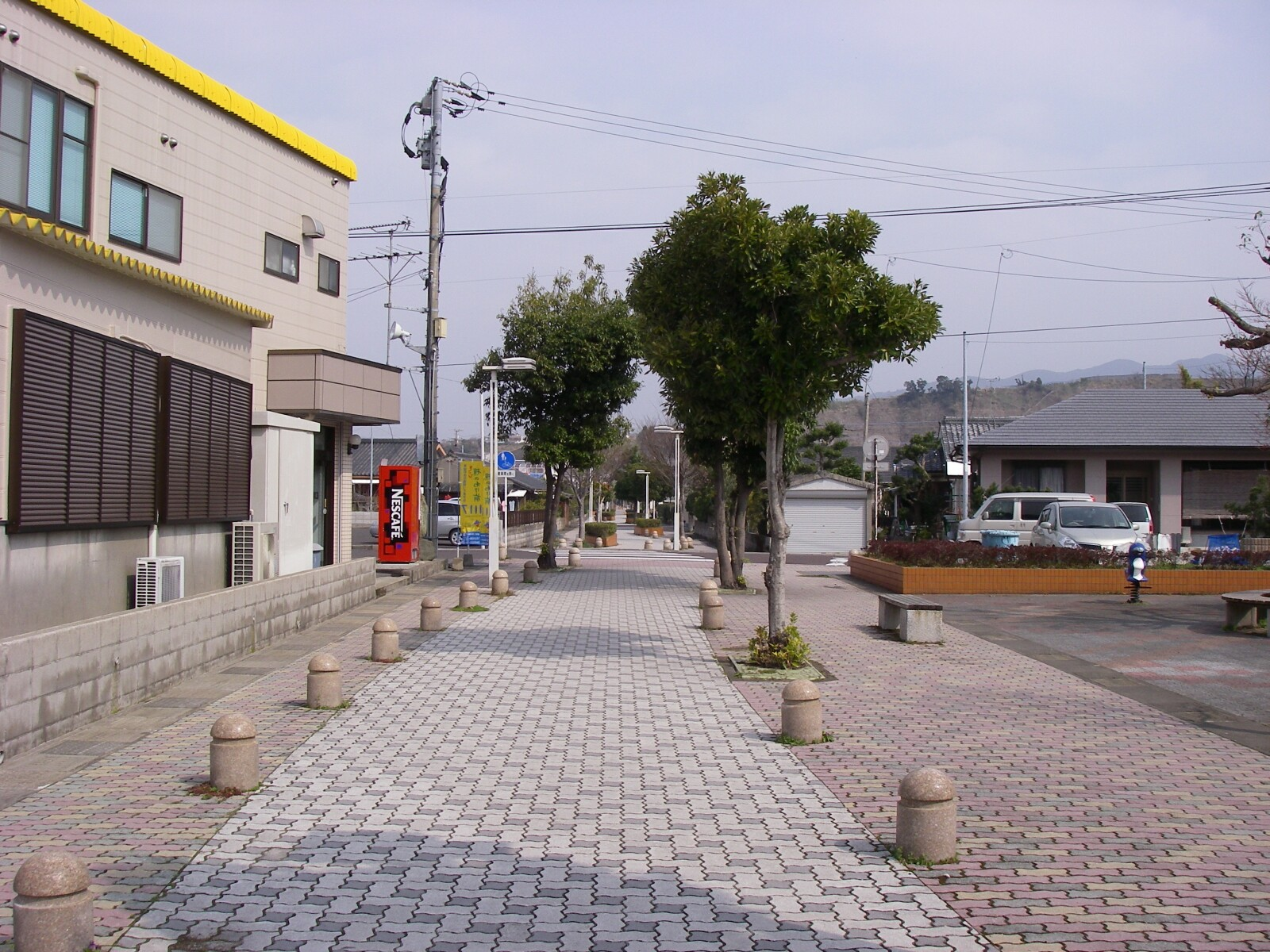
ふれあいのみち
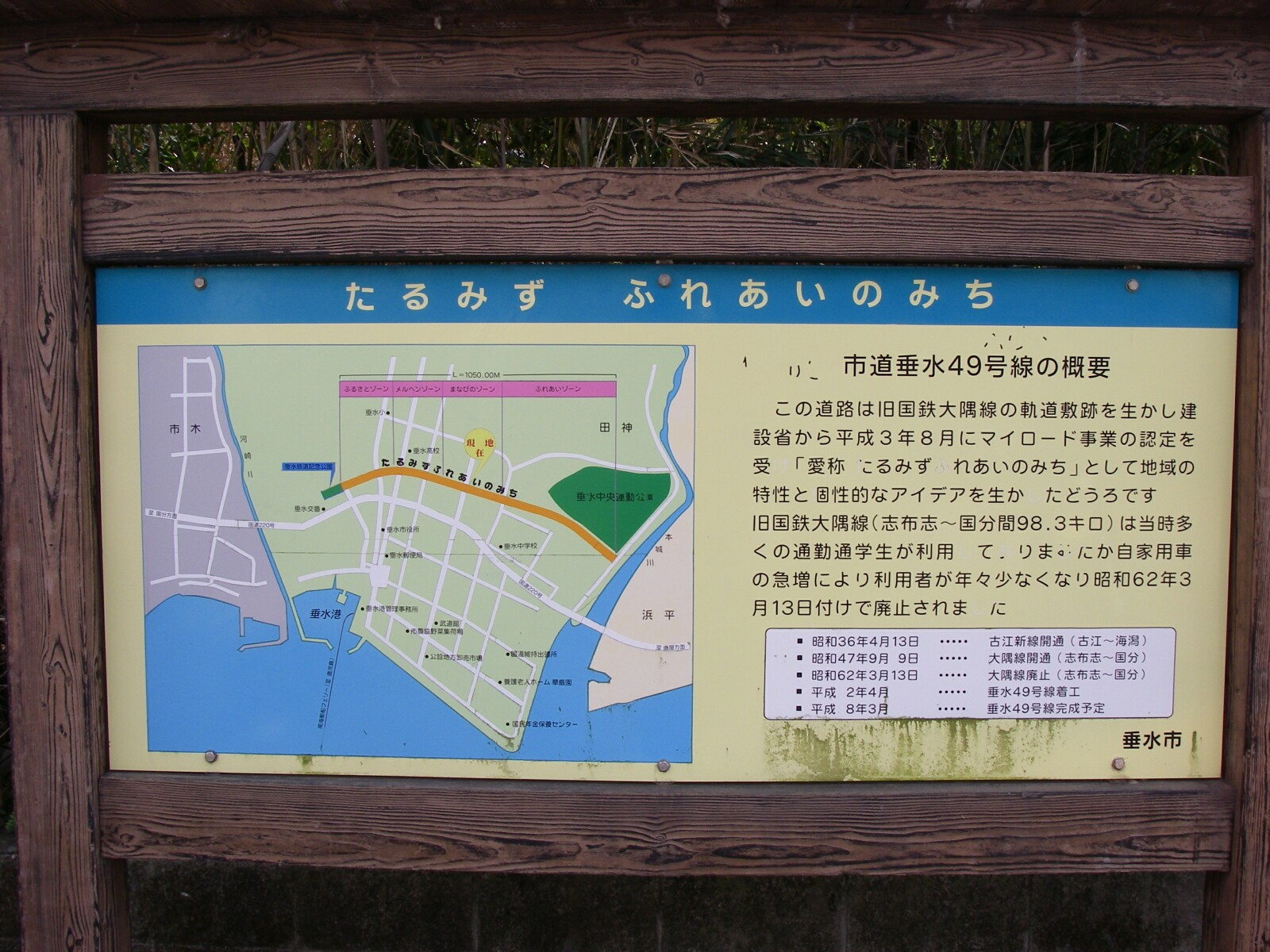
ふれあいのみち案内看板